# Apofonia
In linguistica, apofonia (altrimenti detta ablaut, gradazione vocalica, alternanza vocalica, modifica interna, modifica tematica, alternanza tematica, mutazione tematica, inflessione interna) è l'alternanza di suoni vocalici e/o consonantici, all'interno del tema di una parola, che dà informazioni di tipo grammaticale (spesso riguardo alla flessione della parola), marcando le differenze tra casi, categorie, o tempi verbali.
"Apofonia" è un termine coniato dal greco, dai termini ἀπό (apò, "via da") e φονή (phōnḕ, "suono"). Per quanto riguarda la lingua greca antica (dialetto attico), questa può essere qualitativa o quantitativa; nel primo caso si ha un mutamento nel timbro della vocale, mentre nel secondo si ha un cambiamento di quantità della vocale, che muta da lunga a breve o viceversa.

## Descrizione
L'apofonia è un fenomeno di mutamento fonetico presente in tutte le lingue indoeuropee; ad esempio, in greco si può notare nei diversi temi verbali di un verbo:
- trap-/trep-/trop- (τραπ-/τρεπ-/τροπ-)
- pher-/phor- (φερ-/φορ-)
- pith-/peith-/poith- (πιθ-/πειθ-/ποιθ-)

O anche in latino:
- făcio, fēci
- vĕnio, vēni

Ma è visibile anche in altre lingue, come in inglese (e in generale, nelle lingue germaniche):
- sing, sang, sung, song
- rise, raise
- bind, bound
- goose, geese

O in italiano (come nelle lingue romanze):
- dovere, devo
- sapere, seppi
- bene, buono, bontà

La mutazione vocalica all'interno del tema di un verbo segna una differenza in termini di tempo o modo (dovere/devo; facio/feci; sing/sang/sung; bind/bound), di transitività verbale (rise/raise: il primo è intransitivo, il secondo transitivo), di parti del discorso (bene/buono/bontà: il primo è avverbio-sostantivo, il secondo aggettivo, il terzo sostantivo), o di numero grammaticale (goose/geese).
Allo stesso modo, ci sono alternanze consonantiche che possono anche essere usate grammaticalmente.
In inglese:
- belief (nome), believe (verbo)
- house (nome), house (verbo)   (foneticamente: [haʊs] (nome), [haʊz] (verbo))

In italiano:
- devo, dobbiamo
- volere, voglio

Che queste alternanze fonetiche siano usate grammaticalmente si può vedere dal fatto che spesso sono equivalenti ai suffissi. Compara i seguenti esempi:
| Presente | Perfetto |
| -------- | -------- |
| am-o     | am-avi   |
| facio    | feci     |
Mentre in latino, e anche in italiano l'apofonia può equivalere a suffissi verbali (le desinenze), in altre lingue (come il tedesco o l'inglese) può equivalere anche a suffissi nominali:
| Singolare | Plurale |
| --------- | ------- |
| hand      | hand-s  |
| foot      | feet    |
| orange    | orangen |
| Apfel     | Äpfel   |
| tor-o     | tor-i   |
| bue       | buoi    |
Dunque, mentre normalmente per indicare i tempi verbali (o i modi) vengono utilizzate le desinenze (in italiano, ad esempio, mangi-o → mangi-ai; in inglese jump → jump-ed), alcuni verbi utilizzano l'apofonia, con la stessa funzione che hanno le desinenze: determinare tempo e/o modo verbale, ma anche (in alcune lingue) il numero o la funzione morfologica (es. bene → bontà o sing → song).
La maggior parte dei casi di apofonia nelle lingue idoeuropee si sono sviluppati nel tempo, da cambiamenti dovuti all'assimilazione fonologica, che vengono successivamente grammaticalizzati (o morfologizzati) quando l'ambiente che ha causato l'assimilazione si perde. Ed è il caso dell'inglese goose/geese e belief/believe.

## Tipi di apofonia
L'apofonia può implicare vari tipi di alternanze, incluse quella vocalica, consonantica e prosodica (come la tonalità, la lunghezza delle sillabe, e anche caratteristiche minori, come la nasalizzazione sulle vocali).
Le alternanze fonetiche possono essere presenti a livello di flessione o di derivazione delle parole. Le particolari funzioni di una data alternanza variano da lingua a lingua.

### Apofonia vocalica
L'apofonia spesso coinvolge le vocali. L'apofonia indoeuropea (spesso anche chiamata gradazione vocalica) è la più conosciuta. Gli esempi succitati dimostrano casi di apofonia. Un altro esempio è riscontrabile nella lingua dinka:
| Singolare | Plurale | Significato   | Alternanza vocalica |
| --------- | ------- | ------------- | ------------------- |
| dom       | dum     | 'campo/campi' | (o-u)               |
| kat       | kεt     | 'bordo/bordi' | (a-ε)               |
(Bauer 2003:35)
L'alternanza vocalica può implicare più di un semplice cambio qualitativo nella vocale (ossia, il passaggio da un suono ad uno completamente diverso, come nell'apofonia a/e/o), o quantitativo (passaggio cioè da un suono breve ad uno lungo, come nel greco υ/ευ. Nelle lingue atabasche (così come nel greco antico), come il navajo, i verbi hanno una serie di temi in cui la vocale subisce apofonia (talvolta con l'aggiunta di un suffisso), indicando così un diverso aspetto temporale. L'apofonia vocalica del navajo, a seconda del verbo, può essere un mutamento nella vocale, nella lunghezza vocalica, nella nasalizzazione, e/o nella tonalità.
Per esempio, il tema verbale -kaah/-ką́ ("maneggiare e aprire un contenitore") ha un totale di 16 combinazioni dei 5 modi e dei 4 aspetti, risultando così 7 diverse forme di tema verbale (-kaah, -kááh, -kaał, -kááł, -ka', -ká, -ką́).
|              | Imperfettivo | Perfettivo | Progressivo- Futuro | Abituale- Iterativo | Ottativo |
| Momentaneo   | kaah         | ką́         | kááł                | kááh                | kááł     |
| Continuativo | ká           | ką́         | kaał                | kaah                | kaał     |
| Distributivo | ka'          | ką́         | kaał                | kaah                | ka'      |
| Conativo     | kááh         | -          | -                   | -                   | -        |

Un altro tema verbale, -géésh/-gizh ‘tagliare’, ha un differente sistema di alternanze e combinazioni modo-aspetto, risultando così 3 diverse forme (-géésh, -gizh, -gish):
|              | Imperfettivo | Perfettivo | Progressivo- Futuro | Abituale- Iterativo | Ottativo   |
| Momentaneo   | géésh        | gizh       | gish                | gish                | géésh      |
| Continuativo | gizh         | gizh       | gish                | gish                | gizh       |
| Semelfattivo | gish         | gish       | gish                | gish                | gish/géésh |

### Apofonia prosodica
Vari elementi prosodici, come tonalità, lunghezza sillabica, e accento, possono trovarsi come oggetto delle alternanze. Ad esempio, la lingua vietnamita ha le seguenti alternanze di tonalità (che sono di uso derivazionale):
|               |                          | Alternanza di tonalità            |
| ------------- | ------------------------ | --------------------------------- |
| đây "qui"     | đấy "là"                 | (tonalità ngang - tonalità sắc)   |
| bây giờ "ora" | bấy giờ "poi"            | (tonalità ngang - tonalità sắc)   |
| kia "là"      | kìa "laggiù"             | (tonalità ngang - tonalità huyền) |
| cứng "duro"   | cửng "avere un'erezione" | (tonalità sắc - tonalità hỏi)     |
(Nguyễn 1997:42-44)
L'albanese usa differenti lunghezze vocaliche per indicare il numero e il genere dei sostantivi:
| [ɡuːr] "pietra"       | [ɡur] "pietre"          |
| [dy] "due (maschile)" | [dyː] "due (femminile)" |
(Asher 1994:1719)
L'inglese ha accentazioni alternate che indicano se le parole in questione sono nomi (prima sillaba accentata) o verbi (seconda sillaba accentata):
| nome     | verbo    |
| -------- | -------- |
| éxport   | expórt   |
| ímport   | impórt   |
| ínsult   | insúlt   |
| pérmit   | permít   |
| cónvict  | convíct  |
| sécond   | secónd   |
| cóntact  | contáct  |
| cómpact  | compáct  |
| íncense  | incénse  |
| prógress | progréss |
| ímpact   | impáct   |
| ábstract | abstráct |
| cóntent  | contént  |
Nell'ultimo esempio, l'accento distingue anche il sostantivo (cóntent) dall'aggettivo (contént).
In russo, l'accento è in molti casi l'unico elemento distintivo di casi diversi: ad esempio окна è gentivo singolare se l'accento è sull'ultima sillaba (oknà = della finestra), mentre è nominativo plurale se cade sulla prima sillaba (òkna = finestre).
|
Talvolta, le alternanze prosodiche sono considerate non un tipo di apofonia ma piuttosto affissi prosodici, che sono altrimenti conosciuti come sopraffissi, superfissi o simulfissi.

### Apofonia consonantica (mutazione)
L'alternanza consonantica è comunemente conosciuta come mutazione consonantica. La lingua bemba esprime i verbi causativi tramite l'alternanza della consonante finale del tema. Qui l'alternanza implica spirantizzazione e palatalizzazione:
| Verbo intransitivo  | Verbo causativo             |
| ------------------- | --------------------------- |
| luba "perdersi"     | lufya "far perdere"         |
| koma "essere sordo" | komya "far diventare sordo" |
| pona "cadere"       | ponya "far cadere"          |
| enda "camminare"    | ensha "far camminare"       |
| lunga "cacciare"    | lunsha "far cacciare"       |
| kula "crescere"     | kusha "far crescere"        |
(Kula 2000:174)
Le lingue celtiche, come il gaelico, sono conosciute per le mutazioni che avvengono per la prima consonante dei temi, ad esempio la lenizione e l'eclissi.

### Alternanze tematiche e altri processi morfologici
Le modificazioni tematiche, come appunto l'apofonia, possono concorrere con altri processi morfologici, come l'aggiunta di affissi. Un esempio di questo si può vedere nella formazione dei plurali della maggior parte dei sostantivi tedeschi:
| Singolare     | Plurale        |
| ------------- | -------------- |
| Buch "libro"  | Bücher "libri" |
| Haus "casa"   | Häuser "case"  |
| Platz "posto" | Plätze "posti" |
Qui la distinzione fra plurale e singolare è indicata tramite l'umlaut, e allo stesso tempo l'aggiunta di un suffisso -er/-e nella forma plurale. Anche l'inglese presenta forme simili di apofonia (visibili nella pronuncia piuttosto che nella grafia), quando il plurale si forma con il suffisso -ren, o quando il participio passato irregolare si forma con il suffisso -en:
| child (singolare) [ʧaɪld] | children (plurale) [ʧɪldrən]         |
| drive (infinito) [draɪv]  | driven (participio passato) [drɪvən] |
Un esempio più complicato ci viene dalla lingua chickasaw, dove la distinzione nei verbi fra forma positiva e negativa si presenta nell'ablaut vocalico assieme all'aggiunta di un prefisso ak- e di un infisso (-'-):
| Positivo               | Negativo                    |
| ---------------------- | --------------------------- |
| hilhali "Sto ballando" | akhi'lho "Non sto ballando" |

## Apofonia qualitativa nelle lingue indoeuropee
Nella linguistica indoeuropea, l'apofonia (o gradazione vocalica) è l'alternanza vocalica che si manifesta nei temi di alcune parole, come si è visto ad esempio in sing ‘canto’ ~ sang ‘cantai’ ~ sung ‘cantato’ (inglese), in faccio ~ feci (italiano), in finden ‘trovare’ ~ fand ‘trovai’ ~ gefunden ‘trovato’ (tedesco). La mutazione delle vocali deriva dall'alternanza nella lingua protoindoeuropea della vocale e con la vocale o (passaggio dal grado medio al grado forte), o con la vocale a (passaggio dal grado debole o ridotto).
Per citare alcuni altri esempi di apofonia indoeuropea, l'inglese ha alcune classi di verbi (paralleli ai verbi forti della lingua tedesca) in cui la vocale cambia per indicare un diverso tempo o aspetto grammaticale.
| Infinito         | Preterito | Participio passato | Gradazione                        |
| ---------------- | --------- | ------------------ | --------------------------------- |
| swim ‘nuotare’   | swam      | swum               | i ~ a ~ u foneticamente: [ɪ-æ-ʌ]  |
| fall ‘cadere’    | fell      | fallen             | a ~ e ~ a foneticamente: [ɔ-ɛ-ɔ]  |
| drive ‘condurre’ | drove     | driven             | i ~ o ~ i foneticamente: [aɪ-o-ɪ] |
Come si vede negli esempi, un cambiamento nella vocale del tema verbale crea un tempo/aspetto diverso (notare che alcuni verbi hanno anche l'aggiunta di un suffisso nel participio passato).
Nella linguistica indoeuropea, la metafonesi è l'alternanza vocalica presente nelle parole foot ‘piede’ e feet ‘piedi’, o tell ‘raccontare’ e told ‘raccontai, raccontato’. La differenza nelle vocali deriva dall'influenza, nella lingua proto-germanica o altre lingue germaniche posteriori, di una i o una y (che da allora si sono perse) che divengono e.
Per citare un altro esempio di metafonesi, alcuni verbi inglesi (paralleli a quelli deboli tedeschi) mostrano la metafonesi nel tempo presente.
| Infinito            | Preterito e participio passato | Alternanza                  |
| ------------------- | ------------------------------ | --------------------------- |
| bring ‘(ap)portare’ | brought                        | i ~ ou foneticamente: [ɪ-ɔ] |

## Apofonia nel greco antico
Come nelle tre declinazioni, anche e soprattutto nel verbo vale l'apofonia a stabilire la differenza di un tema verbale, che ne caratterizza il tempo e l'aspetto. L'apofonia è l'alternanza o la gradazione vocalica, il cambiamento di timbro della radice, di un suffisso o di una desinenza, che si può manifestare anche attraverso la totale assenza di una vocale (verbi in -μι). L'apofonia sottolinea funzioni morfologiche e lessicali diverse: temi dei vari tempi verbali, casi e numeri della declinazione nominale (soprattutto per la III), radici nominali o verbali.
Nell'esempio, la radice λειπ- (ma ci sono molti altri temi verbali a triplice grado apofonico) che esprime il concetto di "lasciare", assume tramite la gradazione vocalica forme diverse:
- λειπ-, tema del presente (λείπω)
- λοιπ-, tema del perfetto (λέλοιπα) e dell'aggettivo verbale sostantivato corrispondente τὸ λοιπόν
- λιπ, tema dell'aoristo (ἔλῐπον)

La gradazione vocalica fa dunque da tratto differenziale tra le varie forme attraverso il mutamento delle vocali, mentre le consonanti restano invariate. Le serie apofoniche sono per lo più basate su forme monosillabiche (a vocale breve in genere, e talvolta a vocale lunga η/ω); meno frequenti sono i casi di radici bisillabiche, nelle quali è possibile avere l'apofonia in entrambe le sillabe. Si tratta di un fenomeno caratteristico delle antiche lingue indoeuropee, che si è conservato in modo netto nelle numerose lingue moderne, come nell'inglese e nell'italiano.
L'apofonia si presenta in due tipi: quantitativa e qualitativa. La prima ha tre diversi gradi:
- grado zero o debole: detto anche ridotto, nell'esempio di λείπω riguarda l'aoristo
- grado pieno o normale o ancora medio: il presente, di timbro vocalico ε/ο
- grado allungato: allungamento del grado pieno in dittongo ει/οι o in vocale lunga η/ω, usato nel perfetto e nel piuccheperfetto.

L'apofonia qualitativa invece ha la caratteristica di potersi realizzare anche con un grado zero, anche con l'assenza totale della vocale stessa, come nella radice γν di γίγνομαι, questa forma del presente si trae appunto con γν, con il tema raddoppiato iniziale γι, mentre l'aoristo si trae dal secondo tema verbale γεν: ἐγενόμην.
Insomma con questa apofonia cambia la quantità della vocale, a differenza della quantitativa, si può avere un timbro vocalico per una realizzazione e un altro per una realizzazione diversa della radice stessa, come per il radicale τρε-/τρο del verbo τρέφω, forma presente realizzata con il timbro vocalico -ε; per il perfetto dallo stesso tema, con il timbro vocalico -ο, si avrà il perfetto τέτροφα.
Questa apofonia a tre gradazioni tuttavia non si realizza per tutte quante le radici verbali e nominali; così come nella declinazione, non è che debbano per forza essere impiegati i due timbri vocalici -ε e -ο, ma le regole si adattano in base al tema stesso del radicale. Sostanzialmente l'apofonia è frequente nel dialetto ionico e attico, con l'allungamento delle vocali. Un esempio è la tipica "declinazione attica" (che usa i termini della II greca), con allungamento delle desinenze, i cui termini più famosi sono λαός > ληός > λεώς con abbreviamento per legge di Osthoff, oppure ναός > νηός > νεώς.
Per la terza declinazione, molto più apofonica delle altre (ad esempio per la I femminile è frequente l'apofonia in α lungo e breve, che produce l'α puro/impuro lungo e breve, con differenze di declinazione, l'impuro lungo con timbro modificato in -η per il numero singolare dei casi, mentre per l'impuro breve soltanto il genitivo e il dativo singolare allungati in -η). Nella terza declinazione una triplice apofonia che usa tutte e tre le gradazioni vocaliche, si ha nel caso-genere-numero, nella declinazione dei termini "di parentela", come πατήρ, μήτηρ e θυγάτηρ.

## Apofonia e transfissazione
La morfologia non-concatenante delle lingue afro-asiatiche è talvolta descritta in termini di apofonia. L'alternanza fonetica in molte di queste lingue infatti molto spesso implica una geminazione vocalica e consonantica (ad esempio, consonanti doppie). Le alternanze qui riportate sono esempi dall'arabo standard moderno della radice k-t-b che indica l'idea di scrivere e della scrittura.
| Parola  | Traduzione                                  | Alternanza fonetica |
| ------- | ------------------------------------------- | ------------------- |
| kataba  | "egli scrisse"                              | a - a - a           |
| kutiba  | "fu scritto"                                | u - i - a           |
| yaktubu | "egli scrive"                               | ya - u - u          |
| yuktiba | "viene scritto"                             | yu - i - a          |
| kātib   | "scrivente (part. pres. attivo); scrittore" | ā - i               |
| kuttāb  | "scriventi; scrittori"                      | u - ā               |
| maktūb  | "scritto" (part. passivo)                   | ma - ∅ - ū          |
| kitāba  | "atto di scrivere, scrittura"               | ā - a               |
| kitāb   | "libro"                                     | i - ā               |
| kutub   | "libri"                                     | u - u               |
| kātaba  | "egli ebbe corrispondenza con"              | ā - a - a           |
| kattaba | "egli fece scrivere"                        | a - a - a           |
| kuttiba | "gli fu fatto scrivere" (causativo passivo) | u - ī - a           |
Per altri esempi, vedi lingua amarica.